# Athener Stadtmuseum

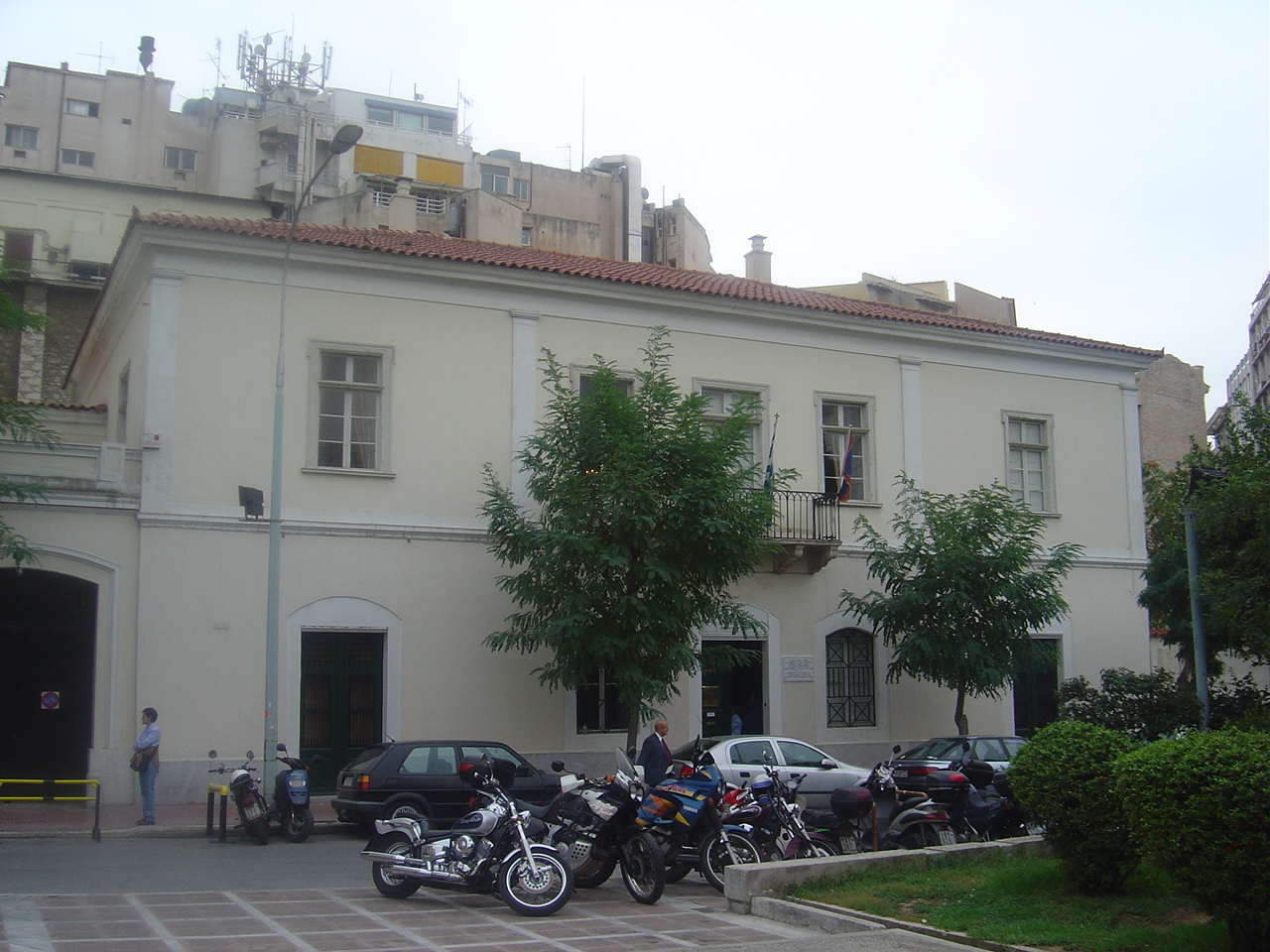
Das Athener Stadtmuseum

Das Athener Stadtmuseum in der Paparregopoulou-Straße Nr. 7 am Klauthmonosplatz war als ehemaliges Schloss das erste Anwesen des Königspaares Otto König von Griechenland und der Amalie Königin von Griechenland und diente als Interimsschloss bis zur Fertigstellung des Alten Schlosses im Jahr 1847, dem heutigen Sitz des Griechischen Parlaments.
Ein voriger Bau wurde um 1800 von den deutschen Architekten Lüders und Hoffer repräsentativ ausgebaut. Sein Äußeres wird geprägt durch ein Ziegeldach eine Fassade mit Pilastern und einigen Balkonen. Im Inneren des Schlosses befinden sich die privaten Gemächer des königlichen Paares sowie der Thronsaal von König Otto I. Die Wände sind in Ocker und blau gehalten oft umrahmt von Blütenfriesen. Hinter dem Schloss befindet sich ein Garten.
Das ursprüngliche Gebäude gehörte ehemals dem Geschäftsmann Dekosis-Bouros. Nach der Verlegung der griechischen Hauptstadt von Nauplion nach Athen vermietete er das Gebäude an den König für 7000 Drachmen pro Jahr. Im Jahre 1859 wurde das Schloss durch eine geschlossene "Brücke" mit seinem klassizistischen Nachbargebäude vereint.
Heute dienen beide Gebäude als Sitz des 'Athener Stadtmuseums', wobei die Schlossabteilung eine Ausstellung zum Thema 'ehemaliges Schloss' enthält.